# Økokrim
Økokrim est l’unité centrale de lutte contre la criminalité économique et environnementale de la Norvège. L'unité, créée en 1989, a son siège principal à Oslo. Økokrim  intervient aussi contre les actions mettant en péril l'héritage culturel du pays .
Økokrim est à la fois une unité de police et une autorité de poursuite judiciaire. 

## Gouvernance
Le directeur actuel est Trond Eirik Schea. 

L'unité est organisée en équipes multidisciplinaires dirigées par des procureurs. Chaque équipe a un domaine d’expertise spécifique, tel que la corruption, le cybercrime ou la fraude. 

## Voir également